# بيتار كيروف
بيتار كيروف (بالبلغارية: Петър Киров)‏ هو مصارع هاوي بلغاري، ولد في 17 سبتمبر 1942 في كالتشيفو ‏ في بلغاريا.

## وصلات خارجية
- بيتار كيروف على موقع قاعدة بيانات المصارعة الدولية (الإنجليزية)
- بيتار كيروف على موقع أوليمبيديا (الإنجليزية)